# The Hardkiss
The Hardkiss is een Oekraïense rockband uit Kiev.

## Geschiedenis
De band werd in 2011 opgericht door zangeres Joelija Sanina en gitarist Valerij Bebko. De band maakte snel naam. Op 6 september dat jaar publiceerden ze hun eerste videoclip op YouTube van het nummer 'Babylon'. Op 20 oktober openden ze voor het Britse poprockduo Hurts in Kiev. In november waren ze de openingsact voor een feest in  het InterContinental te Kiev. Op 29 januari 2012 trad de band op tijdens Midem in Frankrijk. Ze werden dat jaar genomineerd voor een MTV Europe Music Award in de categorie Best Ukranian Act.
In 2013 won de band twee YUNA-awards, nationale muziekprijzen, in de categorieën "beste nieuwe act" en "beste videoclip". Op 7 juni waren ze de openingsact voor de Muz-TV Music Awards. Ook werden ze het gezicht van Pepsi en speelden ze tijdens een tournee in naam van het frisdrankmerk.
Het debuutalbum Stones and Honey werd in 2014 in eigen beheer uitgegeven. De band trad op tijdens het Park Live Festival. In 2015 volgden twee nieuwe nominaties voor YUNA-awards, nu in de categorieën "beste muziekalbum" en "beste lied". In 2016 namen ze deel aan Vidbir, de nieuwe selectie voor het Eurovisiesongfestival die gewonnen werd door Jamala. In 2016 was Sanina jurylid voor de Oekraïense versie van X Factor. 2018 bleek opnieuw een succesvol jaar; de band sleepte twee YUNA-awards in de wacht, in de categorieën "beste rockband" en "beste Oekraïense nummer".

## Discografie

### Studioalbums
- Stones and Honey, 2014
- Perfection Is a Lie, 2017
- Залізна ластівка, 2018
- Жива і не залізна, 2021